# 西納卡拉山
13°31′42″S 71°14′1″W / 13.52833°S 71.23361°W

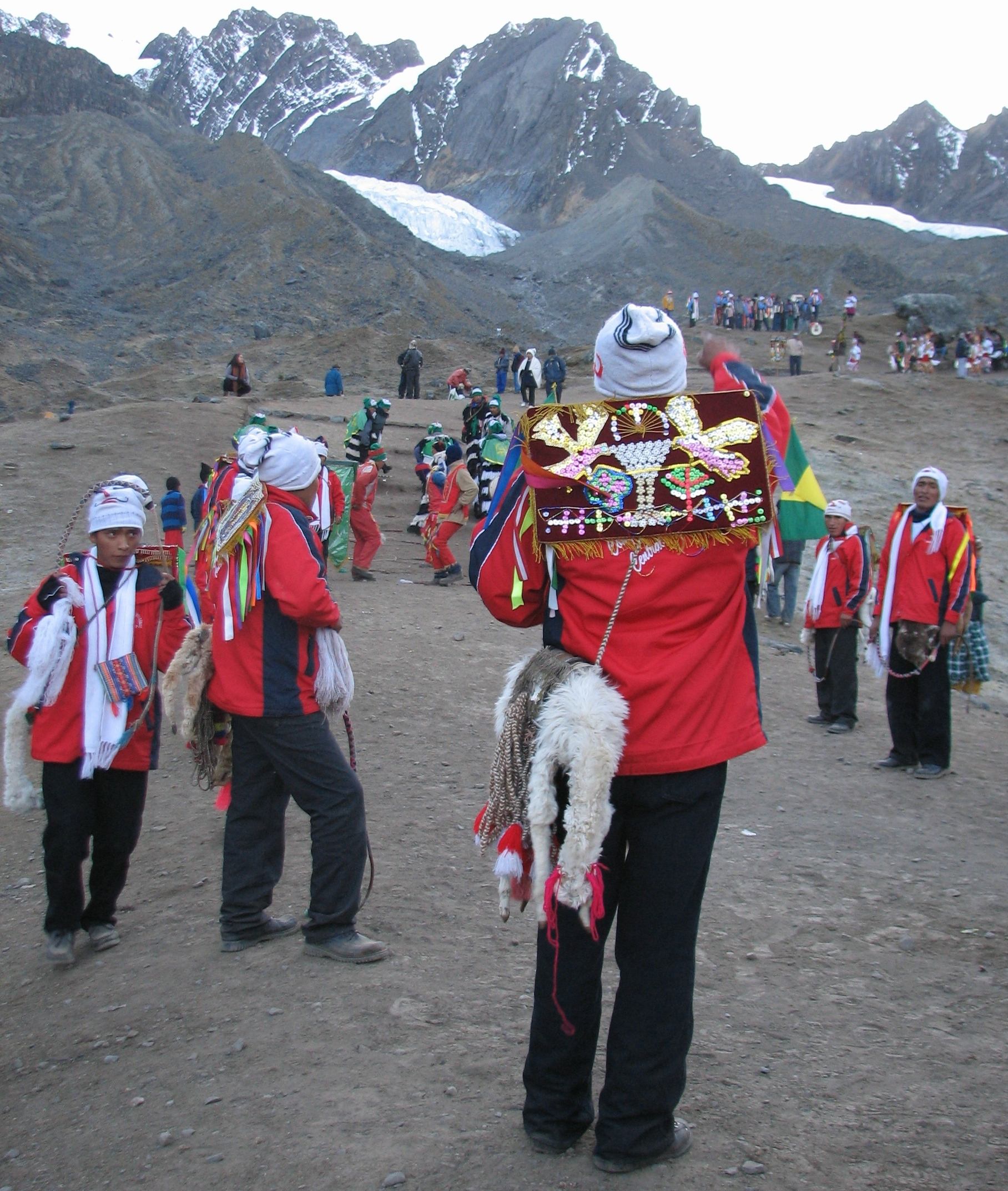

西納卡拉山（Cinajara），是秘魯的山峰，位於該國南部庫斯科大區的基斯皮坎奇省，處於科爾克蓬科山西南面，屬於安第斯山脈中韋爾卡努塔山脈的一部分，海拔高度5,471米。